# Monika Kamińska
Monika Kamińska (ur. 1970) – polska koszykarka, występująca na pozycji rozgrywającej, multimedalistka mistrzostw Polski.
Po opuszczeniu Polski wyjechała do Włoch, dziś mieszka w USA, w Encinitas, w hrabstwie San Diego.

## Osiągnięcia
- Mistrzyni Polski (1989–1992)[1]
- Wicemistrzyni Polski (1988)
- Zdobywczyni pucharu Polski (1990)